# Луцій III
Луцій III (лат. Lucius; бл.1097, Лукка, Священна Римська імперія — 25 листопада 1185, Верона, Венеційська республіка) — сто сімдесятий папа Римський (1 вересня 1181—25 листопада 1185), уродженець незалежної Лукканської республіки, цистерціанець.
Походив із заможного лукканського роду, його батька звали Орландо Аллючінґолі. Призначений кардиналом папою Іннокентієм II в грудні 1138 року, найвпливовіший кардинал за часів папи Олександра III. До обрання на папський престол почергово був кардиналом-дияконом церкви Сан Адріано (1138–1141), кардиналом-священником церкви Санта-Прасседе (Святої Євпраксії) (1141–1158), кардиналом-єпископом Остії і Веллетрі (1158–1181).
Після обрання папою жив у Римі з листопада 1181 року по березень 1182 року, проте чвари між містянами змусили його провести майже весь свій понтифікат в інших містах, таких як Веллетрі, Ананьї та Вероні.
Мав суперечки з імператором Священної Римської Імперії Фрідріхом I Барбароссою щодо правил спадкування земель маркграфства Тосканського.
У листопаді 1184 року провів синод у Вероні, де було засуджено єресі катарів, патаренів, вальденсів і арнольдистів, яких піддали анафемі, що дало старт інквізиції.
У 1185 році розпочав підготовку до Третього хрестового походу у відповідь на заклики короля Балдуїна IV Єрусалимського, проте незабаром помер. Похований у Вероні в кафедральному соборі Святої Марії.